# 磯部雅彦
磯部 雅彦（いそべ まさひこ、1952年（昭和27年）9月23日 - ）は、日本の土木工学者。専門は海岸工学、沿岸域環境学。

## 経歴
東京都出身。東京大学工学部土木工学科を経て、1977年（昭和52年）東京大学工学系研究科土木工学専門課程を修了する。東京大学工学部土木工学科助手、横浜国立大学工学部土木工学科講師、同助教授、東京大学工学部土木工学科助教授、タイ王国のアジア工科大学院助教授を経て、1992年（平成4年）東京大学工学部土木工学科教授となる。ついで同大学大学院新領域創成科学研究科教授、新領域創成科学研究科研究科長、副学長を経て、2013年（平成25年）高知工科大学副学長に転じ、2015年（平成27年）同大第4代学長に就任した。
ほか、土木学会において理事、関東支部長、副会長、会長、海岸工学委員会委員長、論文集編集委員会委員長を歴任。2014年（平成26年）の広島豪雨災害の際は、緊急調査を指揮した。